# Winterkoningen
De winterkoningen (Troglodytidae) of winterkoninkjes zijn een familie van de zangvogels. De naam Troglodytidae (holbewoners) verwijst naar het foerageergedrag in donkere plekjes en holletjes en de bouw van een bolvormig nest met een kleine opening aan de zijkant, dat ook weer op een holletje lijkt.

## Kenmerken
Het zijn kleine kwieke vogeltjes met een vrij lange staart die zij soms parmantig verticaal houden. Ze hebben een slanke, spitse, soms omlaaggebogen snavel. De lichaamslengte varieert van 8 tot 22 cm.

## Leefwijze
Hun voedsel bestaat voornamelijk uit insecten en andere ongewervelden. De vogels vliegen rechtlijnig, maar zelden leggen ze grote afstanden af. Ze bevinden zich vaak op de grond in de dichte ondergroei, waar ze hun prooien vangen.

## Voortplanting
Het mannetje maakt een bolvormig "speelnest" in zijn territorium. Is dit niet naar de smaak van het vrouwtje, dan maakt hij net zo lang een nieuw nest, totdat het vrouwtje haar goedkeuring geeft en het vervolgens van binnen afwerkt. Het legsel bestaat uit 2 tot 10 witte, gespikkelde eieren. De jongen worden door beide ouders gevoerd.

## Verspreiding en leefgebied
In Europa is er maar één soort (die ook in Noord-Amerika voorkomt):
- De winterkoning (oorspronkelijk: winterkoninkje) of klein jantje Troglodytes troglodytes

In Noord-, Midden- en Zuid-Amerika is de familie met meer dan 80 soorten vertegenwoordigd.

## Taxonomie
Deze familie behoort tot de superfamilie Certhioidea waartoe ook de boomkruipers behoren. De familie telt 84 soorten en de onderstaande geslachten:
- Campylorhynchus von Spix, 1824
- Cantorchilus Mann, NI, Barker, Graves, JA, Dingess-Mann & Slater, PJB, 2006
- Catherpes Baird, SF, 1858
- Cinnycerthia Lesson, 1844
- Cistothorus Cabanis, 1850
- Cyphorhinus Cabanis, 1844
- Ferminia Barbour, 1926
- Henicorhina Sclater, PL & Salvin, 1868
- Hylorchilus Nelson, 1897
- Microcerculus Salvin, 1861
- Odontorchilus Richmond, 1915
- Pheugopedius Cabanis, 1850
- Salpinctes Cabanis, 1847
- Thryomanes Sclater, PL, 1862
- Thryophilus Baird, SF, 1864
- Thryorchilus Oberholser, 1904
- Thryothorus Vieillot, 1816
- Troglodytes Vieillot, 1809
- Uropsila Sclater, PL & Salvin, 1873

Acanthisittidae (Rotswinterkoningen) · Acanthizidae (Australische zangers) · Acrocephalidae (Rietzangers) · Aegithalidae (Staartmezen) · Aegithinidae (Iora's) · Alaudidae (Leeuweriken) · Alcippeidae (Alcippes) · Artamidae (Spitsvogels) ·  Atrichornithidae (Doornkruipers) · Bernieridae (Madagaskarzangers) · Bombycillidae (Pestvogels) · Buphagidae (Ossenpikkers) · Calcariidae (IJsgorzen) · Callaeidae (Nieuw-Zeelandse lelvogels) · Calyptomenidae (Afrikaanse breedbekken) · Calyptophilidae (Tapuittangaren) · Campephagidae (Rupsvogels) · Cardinalidae (Kardinaalachtigen) · Certhiidae (Echte boomkruipers) · Cettiidae (Struikzangers) · Chaetopidae (Rotsspringers) · Chloropseidae (Bladvogels) · Cinclidae (Waterspreeuwen) · Cinclosomatidae (Kwartellijsters) · Cisticolidae (Graszangers) · Climacteridae (Australische kruipers) · Cnemophilidae (Satijnvogels) · Conopophagidae (Muggeneters) · Corcoracidae (Slijknestkraaien) · Corvidae (Kraaien) · Cotingidae (Cotinga's) · Dasyornithidae (Borstelvogels) · Dicaeidae (Bastaardhoningvogels) · Dicruridae (Drongo's) · Donacobiidae (Zwartkopdonacobius) · Dulidae (Palmtapuiten) · Elachuridae (Elachura) · Emberizidae (Gorzen) · Erythrocercidae (Elfmonarchen) · Estrildidae (Prachtvinken) · Eulacestomatidae (Leldikkop) · Eupetidae (Ralbabbelaars) · Eurylaimidae (Breedbekken en hapvogels) · Falcunculidae (Harlekijndikkoppen) · Formicariidae (Mierlijsters) · Fringillidae (Vinkachtigen) · Furnariidae (Ovenvogels) · Grallariidae (Mierpitta's) · Hirundinidae (Zwaluwen) · Hyliidae (Hylia's) · Hyliotidae (Hyliota's) · Hylocitreidae (Bessendikkop) · Hypocoliidae (Zijdestaarten) · Icteridae (Troepialen) · Icteriidae (Geelborstzanger) · Ifritidae (Ifrita) · Irenidae (Irena's) · Laniidae (Klauwieren) · Leiothrichidae (Babbelaars) · Locustellidae (Sprinkhaanzangers) · Machaerirhynchidae (Bootsnavels) · Macrosphenidae (Afrikaanse zangers) · Malaconotidae (Bosklauwieren) · Maluridae (Elfjes)    · Melampittidae (Paradijspitta's) · Melanocharitidae (Bessenpikkers) · Melanopareiidae (Maansluipers) · Meliphagidae (Honingeters) · Menuridae (Liervogels) · Mimidae (Spotlijsters) · Mitrospingidae (Mitrospingustangaren) · Modulatricidae (Vlekkeellijsters) · Mohoidae (O'o's) · Mohouidae (Mohoua's) · Monarchidae (Monarchen) · Motacillidae (Kwikstaarten en piepers) · Muscicapidae (Vliegenvangers) · Nectariniidae (Honingzuigers) · Neosittidae (Boomlopers) · Nesospingidae (Puertoricaanse tangare) ·  Nicatoridae (Nicators) · Notiomystidae (Hihi) · Oreoicidae (Oreoica's) · Oriolidae (Wielewalen en vijgvogels) · Orthonychidae (Stronklopers) · Pachycephalidae (Dikkoppen en fluiters) · Panuridae (Baardmannetje) · Paradisaeidae (Paradijsvogels) · Paradoxornithidae (Diksnavelmezen) · Paramythiidae (Prachtbessenpikkers) · Pardalotidae (Diamantvogels) · Paridae (Mezen) · Parulidae (Amerikaanse zangers) · Passerellidae (Amerikaanse gorzen) · Passeridae (Mussen) · Pellorneidae (Grondtimalia's) · Petroicidae (Australische vliegenvangers) · Peucedramidae (Oranjekopzanger) · Phaenicophilidae (Hispaniolatangaren) · Philepittidae (Asities) · Phylloscopidae (Boszangers) · Picathartidae (Kaalkopkraaien) · Pipridae (Manakins) · Pittidae (Pitta's) · Pityriasidae (Borstelkop) · Platylophidae (Maleise kuifgaai) · Platysteiridae (Lelvliegenvangers) · Ploceidae (Wevers en verwanten) · Pnoepygidae (Pnoepyga's) · Polioptilidae (Muggenvangers) · Pomatostomidae (Australaziatische babbelaars) · Promeropidae (Afrikaanse suikervogels) · Prunellidae (Heggenmussen) · Psophodidae (Zwiepfluiters) · Ptiliogonatidae (Zijdevliegenvangers) · Ptilonorhynchidae (Prieelvogels) · Pycnonotidae (Buulbuuls) · Regulidae (Goudhaantjes) · Remizidae (Buidelmezen) · Rhagologidae (Geschubde dikkop) · Rhinocryptidae (Tapaculo's) · Rhipiduridae (Waaierstaarten) · Rhodinocichlidae (Troepiaaltangare) · Salpornithidae (Gevlekte boomkruipers) · Sapayoidae (Breedbekmanakin) · Scotocercidae (Maquiszanger) · Sittidae (Boomklevers) · Spindalidae (Spindalissen) · Stenostiridae (Elfvliegenvangers) · Sturnidae (Spreeuwen) · Sylviidae (Grasmussen) · Teretistridae (Cubaanse zangers) · Thamnophilidae (Miervogels) · Thraupidae (Tangaren) · Tichodromidae (Rotskruiper) · Timaliidae (Timalia's) · Tityridae (Tityra's) · Troglodytidae (Winterkoningen) · Turdidae (Lijsters) · Tyrannidae (Tirannen) · Urocynchramidae (Przewalski's roodmus) · Vangidae (Vanga's) · Viduidae (Wida's) · Vireonidae (Vireo's) · Zeledoniidae (Zeledonia) · Zosteropidae (Brilvogels)